# رضا پیشرو
محمدرضا ناصری آزاد (زادهٔ ۱۲ بهمن ۱۳۶۶ در تهران) که با نام هنری رضا پیشرو شناخته می‌شود، رپر، خواننده، ترانه‌سرا، آهنگساز و تهیه‌کننده موسیقی ایرانی در رپ فارسی است. او فعالیت حرفه‌ای خود را از سال ۱۳۷۸ و با لقب «رضا 3pac» (بر گرفته از لقب توپاک شکور - 2pac) آغاز کرد. پیشرو در تأسیس برخی گروه‌های موسیقی زیرزمینی مانند صامت نقش داشته است. او در سال ۱۳۹۶ به دنبال بازداشت و محکومیت به دلیل فعالیت هنری غیرمجاز از ایران خارج شد و فعالیت هنری خود را در استانبول ادامه داد.

## زندگی شخصی
او در دوران کودکی با سختی‌های زندگی از جمله به زندان افتادن و فوت پدر و جدایی پدر و مادرش از هم روبرو شد. در هفت سالگی بعد از گرفتن هدیه ضبط و چند نوار آهنگ از طرف پدر خود با هیپ هاپ و موسیقی رپ و هنرمندانی همچون راکیم، توپاک و خواننده‌های قدیمی رپ دنیا آشنا شد و از همان کودکی شروع به نوشتن رپ کرد. اولین ترانهٔ وی یک شعر دیس به پدرش بود که هیچگاه منتشر نشد. دو برادر کوچکتر او به نام‌های علی اوج و امید قدر هم در موسیقی هیپ هاپ فعالیت می‌کنند.

## دوران حرفه‌ای
پیشرو با هنرمندان زیادی همکاری داشته که از جمله آنها می‌توان به هیچ‌کس، علی قاف، تتلو، تهی، مهراد هیدن، شاهین فلاکت، حصین، سوگند، بهار آتیش، صادق، علی اوج، عرفان، بهرام، کامیار، خشایار اس آر (کچی بیتز)، سینا ساعی، پوتک، کیارپ، مجهول، ریبار، سانبوی، شاکی، بابک تیغه، امید قدر، سیناب، دانیال و نسیم اشاره کرد.

### اختلاف با هیچ‌کس و زدبازی
پیشرو و هیچ‌کس از پیشگامان رپ فارسی بودند که با همکاری یکدیگر گروه‌های ۰۲۱ و صامت را تشکیل دادند اما سال‌ها بعد در پی همکاری هیچ‌کس با گروه زدبازی در آهنگ «چرا بدی» از آلبوم زاخارنامه زدبازی، به دلیل اختلاف رضا پیشرو با اعضای زدبازی، جنجال‌هایی میان هیچ‌کس و پیشرو به وجود آمد که در ۱۴ بهمن ۱۳۹۱، هیچ‌کس در آهنگی با نام «اون مثل داداشم بود» پیشرو را مورد خطاب قرار داد و پیشرو نیز آهنگی به نام «لوبیای سحر آمیز» در جواب به هیچ‌کس منتشر کرد. سرانجام اختلافات به وجود آمده میان هیچ‌کس و پیشرو که سازندگان گروه صامت بودند، موجب قطع همکاری آنها و منحل شدن این گروه شد.
پیشرو و هیچ‌کس بعد از ۹ سال در ترکیه با یکدیگر دیدار کردند.

### نظر افراد سرشناس
یاس در مصاحبهٔ خود با IGGY MTV از پیشرو به عنوان «یکی از بهترین خوانندگان رپ ایران» یاد کرده است.
هیچ‌کس تک‌آهنگ «ما با همیم» از آثار پیشرو با همکاری بهرام را یکی از بهترین آهنگ‌های «رپ فارسی» می‌داند.
همچنین سینا ساعی از گروه تیک تاک تک‌آهنگ‌های «دیوونه۲» و «نیلوفر آبی» را به عنوان آهنگ‌های مورد علاقهٔ خود نام برده است.

## ترانه‌شناسی
اولین آهنگ‌های رضا پیشرو مربوط به سال ۱۳۷۸ می‌باشد که وی در آن سال‌ها با همکاری حصین و در استودیو خانگی خود ضبط می‌کرد.

### آلبوم‌ها
- وقت کثیف (غیررسمی) - (۱۳۸۲–۲۰۰۳)
- واقعیت تلخ (غیررسمی) - (۱۳۸۴–۲۰۰۵)
- جهنم ساکت[۱۸] (۱۳۸۶–۲۰۰۷)
- آغاز اینجاست[۱۹] (مهر ۱۳۸۹–۲۰۱۰)
- دوران طلایی[۲۰] (دی ۱۳۹۱–۲۰۱۲)
- ریل - جلد یک[۲۱] (شهریور ۱۳۹۶–۲۰۱۷)
- آزاد[۲۲] (بهمن ۱۳۹۷–۲۰۱۹)
- پرواز[۲۳] (فروردین ۱۴۰۰–۲۰۲۱)
- براندازی[۲۴] (EP) (دی ۱۴۰۱–۲۰۲۲)
- نیروانا[۲۵][۲۶] (مرداد ۱۴۰۲–۲۰۲۳)
- آسمون (شهریور ۱۴۰۳_تاکنون)